# 石秀诗
石秀诗（1942年—），男，河南商丘人，中华人民共和国政治人物。

## 生平
1964年毕业于北京建筑工业学院硅酸盐工艺系，后供职于建筑材料科学研究院。
1980年，担任国家经济委员会重工业局建材处工程师。
1986年，改任国务院旅游协调小组办公室处长。1988年，任国务院办公厅秘书二局副局长。1993年，升任局长。
1996年，任中华人民共和国国务院副秘书长。
2000年，担任中共贵州省委副书记。次年兼任贵州省人民政府副省长、代理省长。
2001年，升任中共贵州省委副书记兼贵州省省长。
2006年，担任第十届全国人大财经委员会副主任。
2008年，任第十一届全国人大财政经济委员会主任委员。
2009年，兼任中国食品工业协会会长。
2013年7月26日，出任中国重汽（香港）有限公司独立董事。